# The popular music
『筒美京平 トリビュート the popular music』（つつみきょうへい トリビュート ザ・ポピュラー・ミュージック）は作曲家・筒美京平の楽曲を尊敬する12組の音楽家が歌ったトリビュート・アルバム。

## リリース
2007年7月11日、NAYUTAWAVE RECORDSからリリース。規格品番：UPCH-20031。2009年3月25日に再発されている。

## 解説
初の作曲家のトリビュート・アルバムとなっている。本作のライナーノーツには松尾潔による寄稿がある。筒美の歌作りの厳しさや、筒美の持つ優しさについて書かれている。

## 収録曲
全曲作曲：筒美京平
1. さらば恋人／山崎まさよし
  - 作詞：北山修　編曲：服部隆之
  - オリジナル…堺正章 1971年5月1日
  - 次長課長の河本準一がタンバリンで参加している。
  - 2007年10月31日に発売された山崎初のカバー・アルバム『COVER ALL HO!』に先駆けて本作に収録（ただし本作ではイントロ前にあるカウントがカットされている）。
2. ブルー・ライト・ヨコハマ／柴咲コウ
  - 作詞：橋本淳　編曲：田辺恵二　ストリングスアレンジ：前嶋康明
  - オリジナル…いしだあゆみ 1968年12月25日
3. たそがれマイ・ラブ／德永英明
  - 作詞：阿久悠　編曲：坂本昌之
  - オリジナル…大橋純子 1978年8月5日
  - 2005年9月14日発売のカバー・アルバム『VOCALIST』より収録。
4. セクシャルバイオレットNo.1／つんく♂（シャ乱Q）
  - 作詞：松本隆　編曲：鈴木俊介
  - オリジナル…桑名正博 1979年7月21日
5. 人魚／BONNIE PINK
  - 作詞：NOKKO　編曲：小林俊太郎
  - オリジナル…NOKKO 1994年3月9日
6. お世話になりました／ET-KING
  - 作詞：山上路夫　補作詞：ET-KING
  - オリジナル…井上順之 1971年9月25日
  - なお歌詞は大幅に変えてある。
7. 飛んでイスタンブール／秋川雅史
  - 作詞：ちあき哲也　編曲：妹尾武
  - オリジナル…庄野真代 1978年4月1日
8. 魅せられて／島谷ひとみ
  - 作詞：阿木燿子　編曲：中野雄太
  - オリジナル…ジュディ・オング 1979年2月25日
9. 夏のクラクション／ゴスペラーズ
  - 作詞：売野雅勇　編曲：井上鑑
  - オリジナル…稲垣潤一 1983年7月21日
  - 2007年11月28日に発売されたゴスペラーズ初のカバー・アルバム『The Gospellers Works』に先駆け本作に収録された。
10. 真夏の出来事／melody.
  - 作詞：橋本淳　編曲：melody.,浜松祐一 for my[注 1][7][8]
  - オリジナル…平山みき 1971年5月25日
11. 木綿のハンカチーフ／草野マサムネ（スピッツ）
  - 作詞：松本隆　編曲：常田真太郎
  - オリジナル…太田裕美 1975年12月21日
12. また逢う日まで／クレイジーケンバンド
  - 作詞：阿久悠　編曲・コーラスアレンジ：小野瀬雅生　ホーンアレンジ：小野瀬雅生＋Trio the Dog Horns
  - オリジナル…尾崎紀世彦 1971年3月5日